# Désert Blues
Pour plus de détails, voir Fiche technique et Distribution.
Désert Blues est un film réalisé en 2006 par Michel Jaffrennou.

## Synopsis
Issus d'ethnies différentes, trois artistes maliens se réunissent pour faire entendre le désert : Habib Koité, le Bambara, descendant des Khassonkés de l'ouest du Mali, Afel Bocoum, le Songhai, considéré comme l'héritier d'Ali Farka Touré, et Tartit, groupe de femmes touaregs de Tombouctou, proches ethniquement des Berbères et parole engagée d'un peuple qui survit. La réunion de ces trois artistes représente un véritable événement politique face aux événements tragiques qui ont ébranlé le Mali dans les années 1995-1996.

## Fiche technique
- Réalisation : Michel Jaffrenou
- Scénario : Michel Jaffrenou
- Production : Mondomix Média, Arte France, Contre-Jour, Divano Production, Mali K7
- Image : Emmanuel Soyer
- Son : Yves Wernert
- Montage : Nicolas Sardjvéladzé

## Récompenses
- Festival Internacional de Cine de África y de las Islas (FIFAI), La Reunión, 2007